# Rondonópolis (microregio)
Rondonópolis is een van de 22 microregio's van de Braziliaanse deelstaat Mato Grosso. Zij ligt in de mesoregio Sudeste Mato-Grossense en grenst aan de deelstaat Mato Grosso do Sul in het zuiden, de mesoregio Centro-Sul Mato-Grossense in het westen en de microregio's Primavera do Leste in het noorden, Tesouro in het oosten en Alto Araguaia in het zuidoosten. De microregio heeft een oppervlakte van ca. 23.854 km². Midden 2004 werd het inwoneraantal geschat op 242.422.
Acht gemeenten behoren tot deze microregio:
- Dom Aquino
- Itiquira
- Jaciara
- Juscimeira
- Pedra Preta
- Rondonópolis
- São José do Povo
- São Pedro da Cipa

Mesoregio's: Centro-Sul Mato-Grossense · Nordeste Mato-Grossense · Norte Mato-Grossense · Sudeste Mato-Grossense · Sudoeste Mato-Grossense

Microregio's: Alta Floresta · Alto Araguaia · Alto Guaporé · Alto Pantanal · Alto Paraguai · Alto Teles Pires · Arinos · Aripuanã · Canarana · Colíder · Cuiabá · Jauru · Médio Araguaia · Norte Araguaia · Paranatinga · Parecis · Primavera do Leste · Rondonópolis · Rosário Oeste · Sinop · Tangará da Serra · Tesouro